# Sébastien Dufoor
Sébastien Dufoor, né le 7 juillet 1981 à Schaerbeek (Bruxelles) en Belgique, est un footballeur belge qui joue au poste d'attaquant au KVK Wemmel.

## Biographie
Sébastien Dufoor évolue en Belgique et au Luxembourg.
Il dispute 80 matchs en première division belge, inscrivant neuf buts.
Il dépasse à deux reprises le cap des 10 buts en championnat, avec 11 buts inscrits en 2008-2009 (Division 2), et à nouveau 11 buts inscrits en 2010-2011 (Division 3).
Dufoor fait partie de l'équipe aspirants lors de l'ultime rencontre de cette sélection (défaite, 1-2) face aux Pays-Bas U21 le 16 août 2005 à Tessenderlo,. Cette sélection disparaît en effet définitivement après 2005. Toutefois, il ne quittera pas le banc et ne sera dès lors, techniquement, jamais international.

## Statistiques

### En club
| Saison                | Club                  | Championnat           | Championnat | Championnat | Coupe(s) nationale(s) | Coupe(s) nationale(s) | Compétition(s) continentale(s) | Compétition(s) continentale(s) | Compétition(s) continentale(s) | Autres compétitions | Autres compétitions | Autres compétitions | Total | Total |
| Saison                | Club                  | Division              | M.          | B.          | M.                    | B.                    | Comp.                          | M.                             | B.                             | Comp.               | M.                  | B.                  | M.    | B.    |
| 2000-2001             | Verbr. Denderhoutem   | Division 3A           | 24          | 3           | 2                     | 0                     | -                              | -                              | -                              | -                   | -                   | -                   | 26    | 3     |
| 2001-2002             | Verbr. Denderhoutem   | Division 3A           | 26          | 7           | -                     | -                     | -                              | -                              | -                              | -                   | -                   | -                   | 26    | 7     |
| Sous-total            | Sous-total            | Sous-total            | 50          | 10          | 2                     | 0                     | -                              | -                              | -                              | -                   | -                   | -                   | 52    | 10    |
| 2002-2003             | Red Star Waasland     | Division 3A           | 17          | 2           | 3                     | 2                     | -                              | -                              | -                              | -                   | -                   | -                   | 20    | 4     |
| 2003-2004             | Red Star Waasland     | Division 3A           | 30          | 13          | 2                     | 2                     | -                              | -                              | -                              | -                   | -                   | -                   | 32    | 15    |
| 2004-2005             | Red Star Waasland     | Division 2            | 31          | 7           | 2                     | 0                     | -                              | -                              | -                              | TF                  | 6                   | 0                   | 39    | 7     |
| Sous-total            | Sous-total            | Sous-total            | 78          | 22          | 7                     | 4                     | -                              | -                              | -                              | -                   | 6                   | 0                   | 91    | 26    |
| 2005-2006             | KSV Roulers           | Division 1            | 24          | 5           | 1                     | 0                     | -                              | -                              | -                              | -                   | -                   | -                   | 25    | 5     |
| 2006-2007             | KSV Roulers           | Division 1            | 29          | 5           | 2                     | 0                     | C3                             | 3                              | 4                              | -                   | -                   | -                   | 34    | 9     |
| 2007-2008             | FCV Dender EH (prêt)  | Division 1            | 28          | 0           | 3                     | 1                     | -                              | -                              | -                              | -                   | -                   | -                   | 31    | 1     |
| Sous-total            | Sous-total            | Sous-total            | 81          | 10          | 6                     | 1                     | -                              | 3                              | 4                              | -                   | -                   | -                   | 90    | 15    |
| 2008-2009             | KVK Tirlemont         | Division 2            | 26          | 11          | 1                     | 2                     | -                              | -                              | -                              | -                   | -                   | -                   | 27    | 13    |
| 2009-2010             | KVK Tirlemont         | Division 2            | 22          | 6           | -                     | -                     | -                              | -                              | -                              | -                   | -                   | -                   | 22    | 6     |
| Sous-total            | Sous-total            | Sous-total            | 48          | 17          | 1                     | 2                     | -                              | -                              | -                              | -                   | -                   | -                   | 49    | 19    |
| 2010-2011             | White Star Woluwe     | Division 3B           | 17          | 11          | 6                     | 1                     | -                              | -                              | -                              | -                   | -                   | -                   | 23    | 12    |
| 2011-2012             | White Star Woluwe     | Division 2            | 8           | 3           | 2                     | 0                     | -                              | -                              | -                              | -                   | -                   | -                   | 10    | 3     |
| Sous-total            | Sous-total            | Sous-total            | 25          | 14          | 8                     | 1                     | -                              | -                              | -                              | -                   | -                   | -                   | 33    | 15    |
| 2011-2012             | KSC Grimbergen        | Division 3B           | 6           | 0           | -                     | -                     | -                              | -                              | -                              | -                   | -                   | -                   | 6     | 0     |
| 2012-2013             | KVK Tirlemont         | Division 3B           | 15          | 5           | 2                     | 1                     | -                              | -                              | -                              | -                   | -                   | -                   | 17    | 6     |
| 2012-2013             | AS La Jeunesse d'Esch | Division nationale    | 12          | 4           | 1                     | 0                     | -                              | -                              | -                              | -                   | -                   | -                   | 13    | 4     |
| 2013-2014             | Crossing Schaerbeek   | Séries provinciales   | 22          | 14          | -                     | -                     | -                              | -                              | -                              | -                   | -                   | -                   | 22    | 14    |
| 2014-2015             | FC Ganshoren          | Promotion B (D4)      | 17          | 8           | -                     | -                     | -                              | -                              | -                              | -                   | -                   | -                   | 17    | 8     |
| Total sur la carrière | Total sur la carrière | Total sur la carrière | 354         | 104         | 27                    | 9                     | -                              | 3                              | 4                              | -                   | 6                   | 0                   | 390   | 117   |

## Palmarès

### En club
|  |  | Red Star Waasland - Championnat de Belgique de troisième division (1) : - Champion : 2004 |  | White Star Woluwe - Championnat de Belgique de troisième division (1) : - Champion : 2011 |  | AS La Jeunesse d'Esch - Coupe du Luxembourg (1) : - Vainqueur : 2013 |